# 慧安和硕公主
慧安和硕公主（1786年12月31日—1795年），嘉庆帝第五女。
乾隆五十一年（1786年）十一月十一生，父嘉庆帝时为嘉亲王，母沈氏为其妾室（格格）。乾隆六十年（1795年）五月卒，时年八岁。嘉庆十月三月葬于梁格庄园寝，同葬者有其妹慧愍固伦公主。嘉庆二十三年（1818年）三月，追封为慧安和硕公主，是清朝少有的幼年夭折并得到追封的皇女。